# Distretto di Na Le
Il distretto di Na Le (in lingua lao ເມືອງນາແລ, traslitterato Muang Na Le) è uno dei cinque distretti (muang) della provincia di Luang Namtha, nel Laos. Ha come capoluogo Na Le.